# Parkā Posht-e Yāvarzādeh
Parkā Posht-e Yāvarzādeh är en ort i Iran.   Den ligger i provinsen Gilan, i den norra delen av landet, 220 km nordväst om huvudstaden Teheran. Antalet invånare är 688.
Terrängen runt Parkā Posht-e Yāvarzādeh är mycket platt. Runt Parkā Posht-e Yāvarzādeh är det ganska tätbefolkat, med 155 invånare per kvadratkilometer. Närmaste större samhälle är Āstāneh-ye Ashrafīyeh, 6,6 km söder om Parkā Posht-e Yāvarzādeh. Trakten runt Parkā Posht-e Yāvarzādeh består till största delen av jordbruksmark.